# جوائز الفيفا للأفضل كرويا 2023
جوائز الفيفا للأفضل كرويًا 2023 هو الحفل الثامن لجائزة الأفضل المقدمة من طرف الفيفا. سيقام الحفل في 15 يناير 2024 في لندن.

## المرشحون

### جائزة الفيفا لأفضل لاعب
تم اختيار اثني عشر لاعباً في القائمة الأولية في 14 سبتمبر 2023. سيتم الكشف عن المرشحين الثلاثة النهائيين في 14 ديسمبر 2023.
ليونيل ميسي فاز بالجائزة برصيد 48 نقطة.
معايير الاختيار للاعبين والمدربين الرجال كانت على النحو التالي: الإنجازات التي حققها كل منهم خلال الفترة من 19 ديسمبر 2022 إلى 20 أغسطس 2023.
| الترتيب          | اللاعب              | الأندية                         | المنتخب          | النقاط           |
| القائمة النهائية | القائمة النهائية    | القائمة النهائية                | القائمة النهائية | القائمة النهائية |
| ---------------- | ------------------- | ------------------------------- | ---------------- | ---------------- |
| 1                | ليونيل ميسي         | - باريس سان جيرمان - إنتر ميامي | الأرجنتين        | 48*              |
| 2                | إيرلينغ هالاند      | مانشستر سيتي                    | النرويج          | 48               |
| 3                | كيليان مبابي        | باريس سان جيرمان                | فرنسا            | 35               |
| بقية المرشحين    |                     |                                 |                  |                  |
| 4                | كيفن دي بروين       | مانشستر سيتي                    | بلجيكا           | 32               |
| 5                | فيكتور أوسيمين      | نابولي                          | نيجيريا          | 24               |
| 6                | رودري               | مانشستر سيتي                    | إسبانيا          | 24               |
| 7                | جوليان ألفاريز      | مانشستر سيتي                    | الأرجنتين        | 21               |
| 8                | برناردو سيلفا       | مانشستر سيتي                    | البرتغال         | 18               |
| 9                | إيلكاي غوندوغان     | - مانشستر سيتي - برشلونة        | ألمانيا          | 13               |
| 10               | خفيتشا كفاراتسخيليا | نابولي                          | جورجيا           | 7                |
| 11               | مارسيلو بروزوفيتش   | - إنتر ميلان - النصر            | كرواتيا          | 7                |
| 12               | ديكلان رايس         | - وست هام يونايتد - أرسنال      | إنجلترا          | 1                |

1. ↑    - وبحسب قواعد التخصيص (المادة 12)، فاز ليونيل ميسي (الأرجنتين) بالجائزة على أساس الأصوات التي أدلى بها قادة المنتخب الوطني للرجال.

### جائزة الفيفا لأفضل حارس
تم اختيار خمسة لاعبين في القائمة الأولية في 14 سبتمبر 2023. سيتم الكشف عن المرشحين الثلاثة النهائيين في 12 ديسمبر 2023.

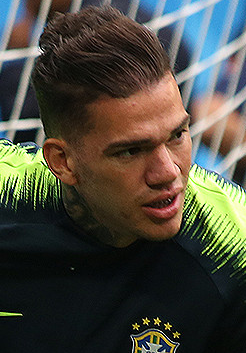
إيدرسون

إيدرسون فاز بالجائزة برصيد 23 نقطة تسجيلية.
| الترتيب          | اللاعب                | الأندية                        | المنتخب          | النقاط           |
| القائمة النهائية | القائمة النهائية      | القائمة النهائية               | القائمة النهائية | القائمة النهائية |
| ---------------- | --------------------- | ------------------------------ | ---------------- | ---------------- |
| 1                | إيدرسون               | مانشستر سيتي                   | البرازيل         | 23               |
| 2                | تيبو كورتوا           | ريال مدريد                     | بلجيكا           | 20               |
| 3                | ياسين بونو            | - إشبيلية - الهلال             | المغرب           | 16               |
| بقية المرشحين    |                       |                                |                  |                  |
| 4                | مارك أندريه تير شتيغن | برشلونة                        | ألمانيا          | 8                |
| 5                | أندريه أونانا         | - إنتر ميلان - مانشستر يونايتد | الكاميرون        | 5                |

### جائزة الفيفا لأفضل مدرب
تم اختيار خمسة مدربين في القائمة المختصرة في 14 سبتمبر 2023. تم الكشف عن المرشحين الثلاثة النهائيين في 13 ديسمبر 2023.

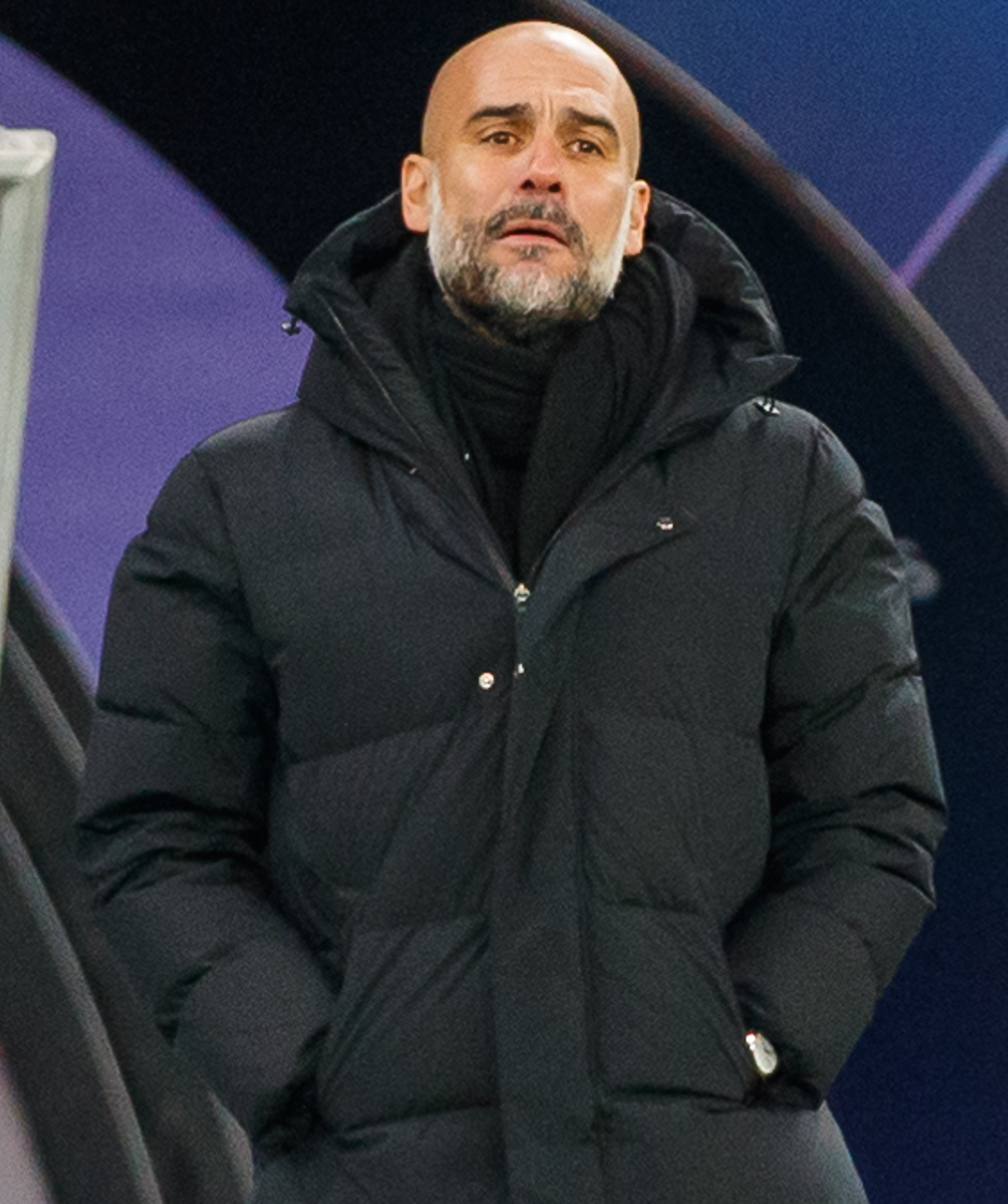
بيب غوارديولا

بيب غوارديولا حصل على الجائزة برصيد 28 نقطة تسجيلية
| الترتيب          | المدرب           | الفرق                     | النقاط           |
| القائمة النهائية | القائمة النهائية | القائمة النهائية          | القائمة النهائية |
| ---------------- | ---------------- | ------------------------- | ---------------- |
| 1                | بيب غوارديولا    | مانشستر سيتي              | 28               |
| 2                | لوتشانو سباليتي  | - نابولي - إيطاليا        | 18               |
| 3                | سيموني إنزاغي    | إنتر ميلان                | 11               |
| بقية المرشحين    |                  |                           |                  |
| 4                | تشافي            | برشلونة                   | 11               |
| 5                | إنج بوستيكوغلو   | - سلتيك - توتنهام هوتسبير | 4                |